# Лизуло, Даниел
Даниел Мучива Лизуло (англ. Daniel Lisulo; 6 декабря 1930, Монгу, Северная Родезия — 21 августа 2000, Йоханнесбург, Южно-Африканская Республика) — замбийский политический и государственный деятель, премьер-министр Замбии с 15 июня 1978 до 18 февраля 1981 года.

## Биография
Изучал право в колледже Лойола Мадрасского университета в Индии, работал юристом.  После обретения Замбией независимости в 1964 году был назначен директором Банка Замбии и занимал эту должность до 1977 года.
В 1977 – 1983 годах был депутатом парламента. 
В 1978 году президент Кеннет Каунда назначил его министром юстиции и генеральным прокурором. 
15 июня 1978 года занял пост премьер-министра страны. 18 февраля 1981 года его сменил на этом посту Налумайно Мундиа.
Занимался частной адвокатской практикой. Незадолго до смерти в 2000 году возглавил Объединённую партию национальной независимости.
Умер в одной из больниц в Йоханнесбурге.